# Love Your Dum and Mad

《Love Your Dum and Mad》는 잉글랜드의 가수 나딘 샤의 첫 정규 음반으로 벤 힐리어의 프로듀싱으로 2013년 7월 22일 아폴로 레코드를 통해 발매되었다.
| 전문가 평가 | 전문가 평가 |
| 평가 점수   | 평가 점수   |
| 출처        | 점수        |
| ----------- | ----------- |
| AllMusic    | 4/별        |

## 트랙 리스트
전체 작사·작곡: 나딘 샤 & 벤 힐리어
| #   | 제목                  | 재생 시간 |
| --- | --------------------- | --------- |
| 1.  | 〈Aching Bones〉      | 3:55      |
| 2.  | 〈To Be a Young Man〉 | 5:01      |
| 3.  | 〈Runaway〉           | 4:53      |
| 4.  | 〈The Devil〉         | 4:11      |
| 5.  | 〈Floating〉          | 5:22      |
| 6.  | 〈All I Want〉        | 4:15      |
| 7.  | 〈Used It All〉       | 3:37      |
| 8.  | 〈Dreary Town〉       | 4:33      |
| 9.  | 〈Remember〉          | 3:56      |
| 10. | 〈Filthy Game〉       | 2:50      |
| 11. | 〈Winter Reigns〉     | 6:47      |

## 크레딧
- 나딘 샤: 작곡, 피아노, 보컬
- 벤 힐리어: 프로듀서, 작곡, 베이스, 드럼, 기타, 피아노, 비브라폰, 백보컬
- 닐 맥콜: 기타
- 사이먼 맥케이크 :기타, 기타 효과, 백보컬, 치터
- 제이미 밀러: 클라리넷
- 조프리 미첼: 프렌치 호른
- 벤 니콜스; 베이스, 백 보컬
- 닉 웹: 기타
- 퍼그 피터킨: 엔지니어
- 번트 스태포드클라크: 마스터링
- 매튜 스티븐스스콧: 그림
- 맷 위깅스: 엔지니어